# Salticus propinquus
Espèce
Synonymes
- Callietherus dispar Simon, 1868
- Salticus nahaloren Logunov, 1996

Salticus propinquus, le Saltique voisin, est une espèce d'araignées aranéomorphes de la famille des Salticidae.

## Distribution
Cette espèce est méditerranéenne.
En France on la trouve dans quelques départements des côtes méditerranéenne et atlantique.

## Habitat
Cette espèce vit dans généralement dans la végétation basse, les dunes, étangs, mais aussi sur les murs.

## Description
Le mâle mesure 3,9 mm et les femelles de 4,2 à 5,2 mm.

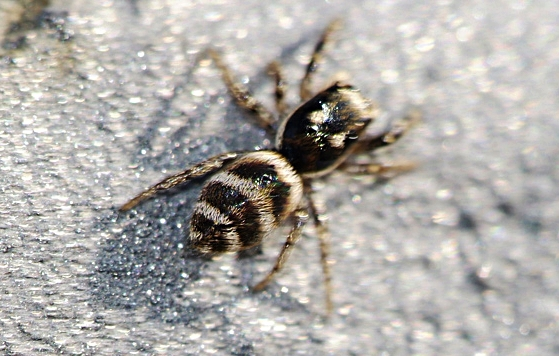
Salticus propinquus

Cette espèce est caractérisée par des zébrures abdominales blanches fines et ininterrompues, toutefois ce critère n'est pas systématique chez les mâles. Cette espèce est difficilement distinguable de Salticus scenicus, toutefois on note que les zébrures ne se touchent pas entre elles et que les deux taches blanches à l'arrière de la tête ne forment pas un "X" chez Salticus propinquus. Comme tous les mâles du genre Salticus, les chélicères et pédipalpes sont démesurément longs.

## Systématique et taxinomie
Callietherus dispar et Salticus nahaloren ont été placées en synonymie par Metzner en 1999.

## Publication originale
- Lucas, 1846 : Histoire naturelle des animaux articulés. Exploration scientifique de l'Algérie pendant les années 1840, 1841, 1842 publiée par ordre du Gouvernement et avec le concours d'une commission académique. Paris, Sciences physiques, Zoologie, vol. 1, p. 89-271.